# Wulaxi
Wulaxi (kinesiska: 乌拉溪乡, 乌拉溪) är en socken i Kina. Den ligger i provinsen Sichuan, i den sydvästra delen av landet, omkring 320 kilometer sydväst om provinshuvudstaden Chengdu. Antalet invånare är 3 894. Befolkningen består av 1 487 kvinnor och 2 407 män. Barn under 15 år utgör 21,0 %, vuxna 15-64 år 72 %, och äldre över 65 år 5,0 %.
Genomsnittlig årsnederbörd är 1 292 millimeter. Den regnigaste månaden är juni, med i genomsnitt 298 mm nederbörd, och den torraste är januari, med 3 mm nederbörd.